# Hiểm họa da vàng

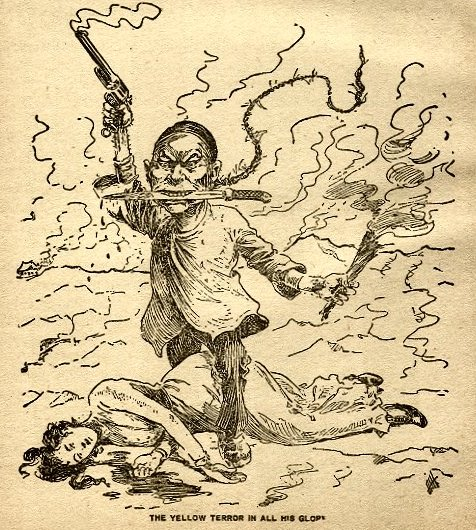
"Niềm vinh quang của một tên mọi vàng", tranh biếm họa năm 1899.

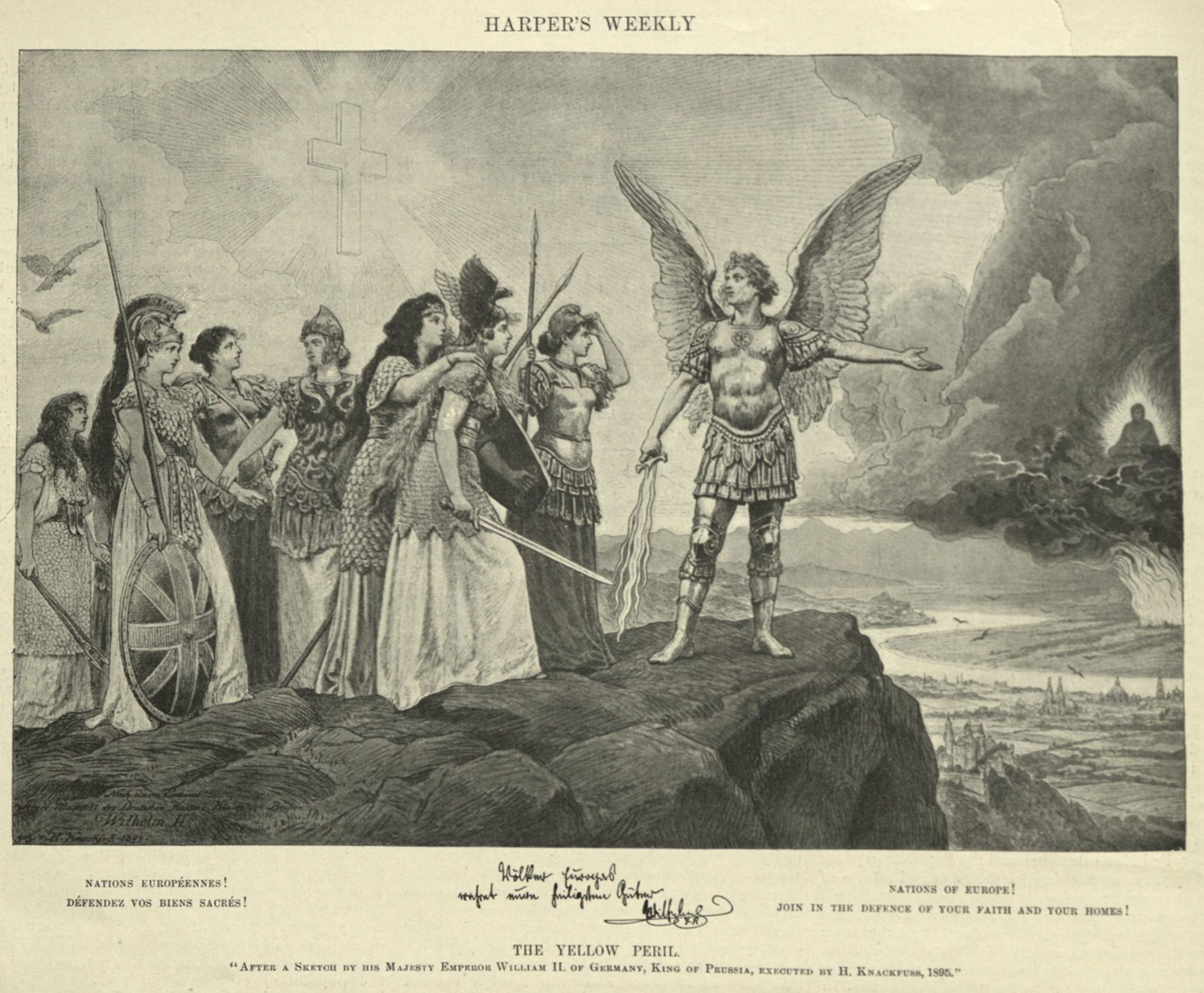
"Völker Europas, wahrt eure heiligsten Güter" (các dân tộc châu Âu, hãy bảo vệ những tài sản quý giá nhất của bạn), được biết đến là "bức tranh Knackfuss", là một hình minh họa phổ biến diễn tả sự lúng túng của người Đức trước việc Nhật Bản bành trướng.

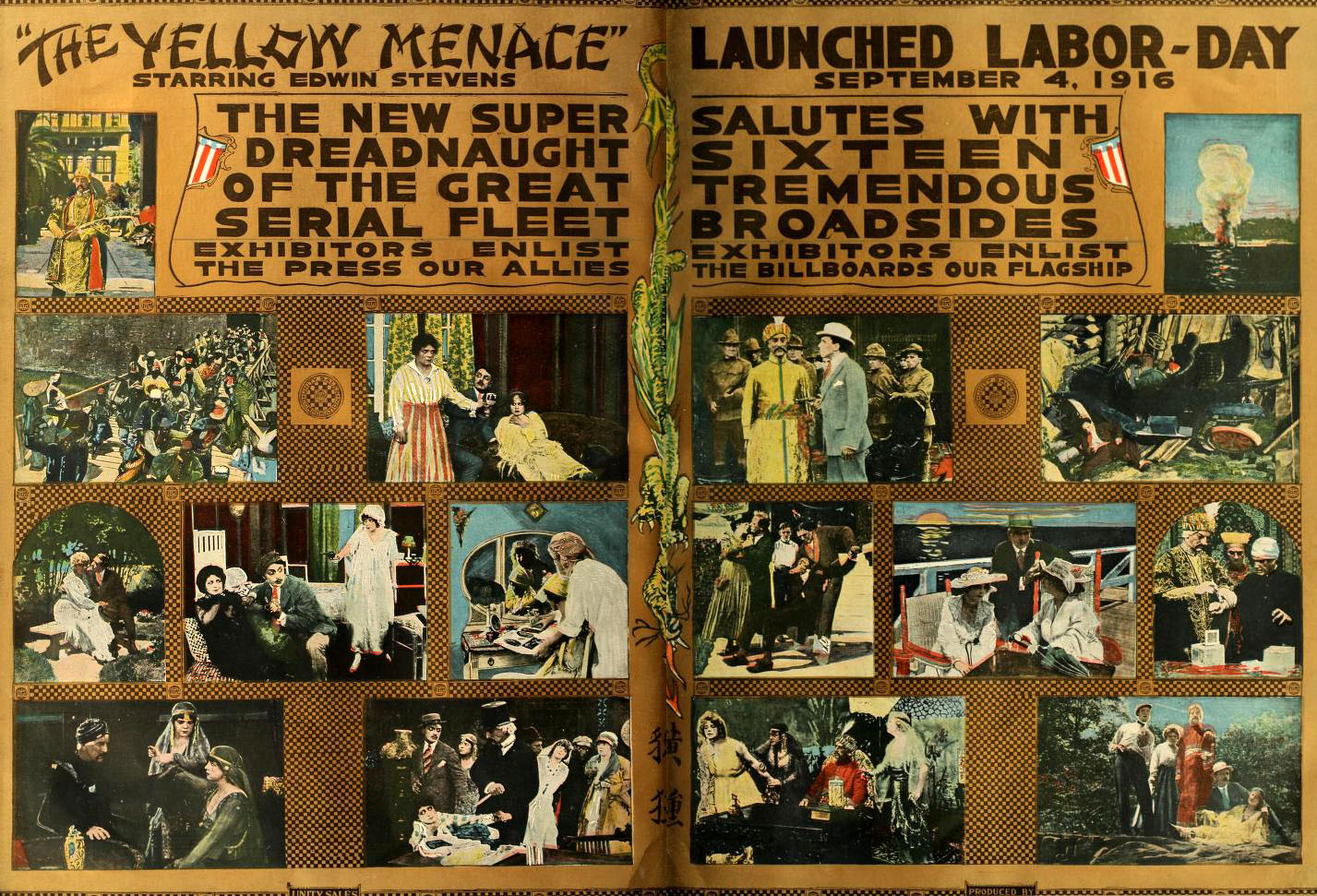
The Yellow Menace (1916)

Hiểm họa da vàng (tiếng Anh: Yellow Peril) là thuật ngữ xuất hiện vào cuối thế kỷ 19 ám chỉ việc những công nhân và phu phen người Trung Quốc nhập cư đến các nước phương Tây, đặc biệt là Mỹ; sau đó vào giữa thế kỷ 20, thuật ngữ này còn liên quan đến người Nhật với việc Nhật Bản bành trướng quân sự.
Da vàng là một phép ẩn dụ dùng màu sắc để chỉ người Á Đông. Các nước phương Tây cho rằng sự nhập cư ồ ạt của người châu Á sẽ đe dọa thu nhập và chuẩn mực xã hội của người da trắng.